# 上坪乡 (永安市)
上坪乡是中国福建省三明市永安市下辖的一个乡。

## 行政区划
上坪乡共辖10个行政村，分别是：

上坪村、九龙村、甲圣村、龙共村、共裕村、大进村、联合村、合群村、铜盘村和荆坪村。